# Гонсет Роман-Петро
Роман-Петро Го́нсет, Роберт Роман Го́нсет (справжнє — Гонський; 1891, с. Зелена, Королівство Галичини та Володимирії, Австро-Угорщина — 25 червня 1951, м. Лос-Анджелес, штат Каліфорнія, США) — український винахідник у діаспорі, бізнесмен та меценат. Автор близько сотні винаходів, серед яких: телефонний автовідповідач, електричні ножиці для вирівнювання матерії, електричний двигун до грамофона, удосконалив радар, який успішно використовували у військовій справі.

## Життєпис
Народився 1891 року в селі Зелена, Королівство Галичини та Володимирії, Австро-Угорщина. У віці 12 років створив дерев'яний бінокль.
У 1907 році емігрував до Канади. У Канаді був відомий більше як Роберт Роман Гонсет. Працював на будівництві, водночас студіював у галузях електротехніки, механіки й архітектури. Від 1912 у м. Едмонтон почав проводити експерименти з електрикою, винайшов апарат для безперервної демонстрації кіно. У 1914 році одружився з Іреною Стефанією.
1916 переїхав у Лос-Анджелес. Тут заснував свою компанію «Гонсет». Сконструював електричний портативний фонограф (виробляли чиказька компанія «Фейрі фоноґраф» та «Ендлесс Граф»), електричні ножиці, неонові маяки для позначення смуг в аеропортах, визначники ваги й балансу літаків у польоті. Спільно з сином Фавстом удосконалив переносну рацію і запатентував близько сотні винаходів.
Під час 2-ї світової війни співпрацював з Міністерством оборони й безпеки США. Ультракороткохвильові радіоприймачі, відомі у США під назвою  комунікатор Гонсета широко продавалися у 1950-х та початку 1960-х років. Вони були розроблені для любительського радіо, авіаційного радіо та використання в цивільній обороні США. Комунікатори Гонсета були одними з перших комерційних радіостанцій, доступних для аматорів після Другої світової війни, і допомогли популяризувати ультракороткохвильові радіоприймачі серед радіолюбителів.
Роман-Петро Гонсет фінансував будівництво Народного дому в Лос-Анджелесі; заповів свою бібліотеку та кошти на купівлю українських книг для Альбертського університету (Едмонтон), жертвував чималі кошти на підтримку визвольної боротьби українців.
Один з організаторів українського життя в Лос-Анджелесі Микола Новак 1946 року описує випадок пожертви родини Гонсетів на будову Українського народного дому в Голлівуді на Різдво 1946 року. Сам пан Роман-Петро Гонсет на той час захворів і не зміг прийти. Прийшли його дружина, син Фавст з невісткою та принесли значну суму. Взагалі, за два останні на той час роки родина Гонсетів зробила найбільші пожертви на різні українські цілі серед усіх українців Каліфорнії. Пана Фавста Гонсета попросили виступити на сцені і згадати всі пожертви, що їх родина зробила на підтримку українського життя, але він чемно відповів, що радо виступить на сцені, але про пожертви говорити нічого не буде, щоб не подумали, що вони прийшли на свято, щоб зробити собі рекламу. Дружина Романа-Петра Гонсета цілком підтримала в цьому свого сина.
Помер у Північному Голлівуді штат Каліфорнія 25 червня 1951 року.